# 日本の公的統計制度の歴史
日本の公的統計制度の歴史（にほんのこうてきとうけいせいどのれきし）は、明治維新後にスタートする公的統計制度の歴史。

## 解説
人口や土地面積等の把握は国家統治の基本であり、日本においても各地での土地測量や人口調査などを各時代の統治者が実施してきた。江戸時代の人口登録システムであった宗門改帳は、一部地域ではその情報が直接的に明治期の戸籍に引き継がれており、かなりの網羅性を持つ人口統計だったとみなすことができる
。しかし、それらは各地での情報収集方法が統一されておらず、調査から漏れている人口も多い。政府やそれに準ずる公的機関が、統一的な方法を公開してそれに基づいてデータを収集し、集計して統計を作成・公表するというかたちでの公的統計の制度が安定して機能するようになるのは、明治以降である。
1871年（明治4年）太政官正院に政表課（現在の総務省統計局の源流）、大蔵省に統計寮がつくられて以降、政府による業務統計を中心とした統計作成のための仕組みがすこしずつ整えられてきた。調査統計についても、山梨県でおこなわれた試験的な住民全数調査である甲斐国現在人別調（1879年）
を経て、1902年（明治35年）全国住民全数調査のための「国勢調査ニ関スル法律」
が成立し、調査を円滑に行うための制度が次第に整備されていく。1922年（大正11年）には「統計資料実施調査ニ関スル法律」
が成立し、住民全数調査以外の統計調査（主として労働に関するもの）も継続的に実施する体制となっていった
。
この間の歴史的な経緯によって、日本の公的統計制度は、各省庁が独自に必要とする統計をそれぞれ作成する、分散的な色彩が濃いものとなった。1885年（明治18年）に内閣統計局が発足して公的統計作成機構の中心を担う仕組みはいちおうできたものの、その統制力は弱く、分散型のシステムによる統計作成がそのあともつづいていくことになる。一方で、1929年（昭和4年）の「資源調査法」
以降は、公的統計は、戦争遂行のための資源の効率的な分配を目指すものという意味合いを強めていく。戦争末期には、日本の公的統計制度は機能不全に陥った。
戦後は、1947年（昭和22年）に成立した、公的統計の基本法規である統計法
によって制度が再編された。統計法は第1条で「統計の真実性を確保し、統計調査の重複を除き、統計の体系を整備し、及び統計制度の改善発達を図ることと目的とする」と謳い、特に統計委員会が指定する指定統計の制度を中心に、公的統計制度の合理化を図った。同時に、無作為抽出による標本調査の手法が全面的に導入され、調査統計の精度の向上と効率化も図られる。統計法は、たびたび改正を加えながら、1952年に成立した統計報告調整法
とともに、半世紀以上にわたって日本の公的統計制度を規定した。
2007年、統計法の全面改正（平成19年法律第53号）によって、公的統計制度の抜本的な改革が図られた。この記事では、その直前までの、旧統計法・統計報告調整法に基づく日本の公的統計制度を中心に説明する。2007年法改正以降の日本の公的統計制度については、「日本の公的統計制度」を参照。

## 前史
日本における公的統計は、律令制における戸籍にその始まりを見ることができる。その後の歴史を通じて、検地や人別改などの土地・人口調査がしばしば実施されてきた。しかし、これらは調査方法が統一されていなかったり、調査・集計の体制が一貫していないなど、統計情報としての正確性に疑義がもたれるものであった。

## 近代化と統計制度の導入
調査方法を統一し、集計体制を整えた近代的統計を日本で初めて実施したのは明治政府である。1871年（明治4年）太政官正院に「政表課」が設置され、近代的な統計制度が開始された。その後統計業務を行う組織は変遷したが、1885年（明治18年）の内閣制度成立とともに内閣統計局が発足し、以後終戦まで政府の統計業務を行うこととなる。

### 統計三法
公的統計を作成するには、政府機関が必要な情報を収集するためにさまざまな命令を出すことになる。明治時代においては、そのような命令の根拠は、勅令あるいは省令のようなかたちでその都度つくられていた。しかし、議会制度が確立して以降は、大規模な調査をおこなって一般からの申告を強制する場合、議会において成立した法律としての正統性が必要になると考えられるようになってきた。戦前の日本におけるそのような法律としては、1902年の国勢調査ニ関スル法律、1922年の統計資料実施調査ニ関スル法律、1929年の「資源調査法」 がある。これら3つの法律をあわせて統計三法という。
国勢調査ニ関スル法律（明治35年法律第49号） は3条しかない短い法律であるが、その第2条で、「必要ノ事項ハ別ニ命令ヲ以テ之ヲ定ム」としており、国勢調査実施にあたって発する諸々の命令を、包括的に根拠づけている。
統計資料実施調査ニ関スル法律（大正11年4月19日法律第52号） は、同様の規定（1条）のほか、収集した資料の目的外使用の禁止（2条）、調査従事者による秘密漏洩に対する罰則（3条）、回答拒否や虚偽回答に対する罰則（4条）、調査の妨害に対する罰則（5条）を定めていた。つまり、調査対象者には調査に協力する義務があることを明示するとともに、回答した内容が他に漏洩したり統計以外の目的に使われて対象者の不利益にならないよう、それを防ぐ規定を置いていたのである。当時の社会状況では今日のようなプライバシー保護意識は強くなかったが、調査内容が他の目的（徴兵や課税など）に使われるのではないかという疑念を持つ人は多かった。そのような疑念を払拭するために、罰則をもって目的外利用を抑止することを保証する必要があった。また、目的外利用を禁止するということは、統計作成だけが調査の目的だということでもある。通常の行政事務と統計事務とを分離すべきという思想を、法律の条文としてはじめて明文化したのだということもできる。
統計資料実施調査ニ関スル法律は、成立時には、適用範囲を「労働ニ関スル統計資料蒐集」（1条）に限っていた。その後の改正で、農業（1929年） と技術（1940年） を適用範囲に加えている。
資源調査法（昭和4年4月12日法律第53号）は、戦争準備のために動員可能な資源の所在と量を調査することを目的とした法律であり、純粋な統計作成を目指したものではないという点で、前の2法とは性質が異なる。実際、この法律が規定するのは「人的及物的資源ノ調査」（1条）あるいは「人的及物的資源ノ統制運用計画ノ設定及遂行ニ必要ナル資源調査」（2条）のための質問や資料請求や立入検査のことであり、「統計」の文字列は条文中に出てこない。にもかかわらずこの法律が統計三法にふくめられているのは、回答拒否や虚偽回答や調査の妨害に対する罰則（5, 6条）、公務員による秘密漏洩に対する罰則（7条）のような、統計調査を遂行するうえで不可欠となる規定を持っていたためである。

### 中央統計機構整備の試み
中央統計機構各機関略歴
|  |  |                      |  |  |  |  |  | 政表課 (1871)     |               |               |               |                          |                        |                        |                        |                            |                            |                            |                            |                            |                            |                   |                   |                   |                   |  |  |  |  |  |  |  |  |  |  |
|  |  |                      |  |  |  |  |  |                   |               |               |               |                          |                        |                        |                        | 政表会議 (1876-1877?)      |                            |                            |                            |                            |                            |                   |                   |                   |                   |  |  |  |  |  |  |  |  |  |  |
|  |  |                      |  |  |  |  |  | 統計院 (1881)     |               |               |               |                          |                        |                        |                        |                            |                            |                            |                            |                            |                            |                   |                   |                   |                   |  |  |  |  |  |  |  |  |  |  |
|  |  |                      |  |  |  |  |  |                   |               |               |               |                          |                        |                        |                        | 統計委員会 (1882?)         |                            |                            |                            |                            |                            |                   |                   |                   |                   |  |  |  |  |  |  |  |  |  |  |
|  |  |                      |  |  |  |  |  | 内閣統計局 (1885) |               |               |               |                          |                        |                        |                        |                            |                            |                            |                            |                            |                            |                   |                   |                   |                   |  |  |  |  |  |  |  |  |  |  |
|  |  |                      |  |  |  |  |  |                   |               |               |               |                          |                        |                        |                        |                            |                            |                            |                            |                            |                            |                   |                   |                   |                   |  |  |  |  |  |  |  |  |  |  |
|  |  |                      |  |  |  |  |  | 国勢院 (1920)     | 国勢院 (1920) | 国勢院 (1920) | 国勢院 (1920) | 国勢院 (1920)            | 国勢院 (1920)          |                        |                        | 中央統計委員会 (1920-1940) | 中央統計委員会 (1920-1940) | 中央統計委員会 (1920-1940) | 中央統計委員会 (1920-1940) | 中央統計委員会 (1920-1940) | 中央統計委員会 (1920-1940) |                   |                   |                   |                   |  |  |  |  |  |  |  |  |  |  |
|  |  |                      |  |  |  |  |  | 国勢院 (1920)     | 国勢院 (1920) | 国勢院 (1920) | 国勢院 (1920) | 国勢院 (1920)            | 国勢院 (1920)          |                        |                        | 中央統計委員会 (1920-1940) | 中央統計委員会 (1920-1940) | 中央統計委員会 (1920-1940) | 中央統計委員会 (1920-1940) | 中央統計委員会 (1920-1940) | 中央統計委員会 (1920-1940) |                   |                   |                   |                   |  |  |  |  |  |  |  |  |  |  |
|  |  |                      |  |  |  |  |  | 統計局 (1922-)    |               |               |               |                          |                        |                        |                        |                            |                            |                            |                            |                            |                            |                   |                   |                   |                   |  |  |  |  |  |  |  |  |  |  |
|  |  |                      |  |  |  |  |  |                   |               |               |               |                          |                        |                        |                        |                            |                            |                            |                            |                            |                            |                   |                   |                   |                   |  |  |  |  |  |  |  |  |  |  |
|  |  |                      |  |  |  |  |  |                   |               |               |               |                          |                        |                        |                        |                            |                            |                            |                            |                            |                            |                   |                   |                   |                   |  |  |  |  |  |  |  |  |  |  |
|  |  |                      |  |  |  |  |  |                   |               |               |               |                          |                        |                        |                        |                            |                            |                            |                            |                            |                            |                   |                   |                   |                   |  |  |  |  |  |  |  |  |  |  |
|  |  |                      |  |  |  |  |  |                   |               |               |               | 統計委員会 (1946)        |                        |                        |                        |                            |                            |                            |                            |                            |                            |                   |                   |                   |                   |  |  |  |  |  |  |  |  |  |  |
|  |  |                      |  |  |  |  |  |                   |               |               |               |                          |                        |                        |                        |                            |                            |                            |                            |                            |                            |                   |                   |                   |                   |  |  |  |  |  |  |  |  |  |  |
|  |  |                      |  |  |  |  |  |                   |               |               |               |                          |                        |                        |                        |                            |                            |                            |                            |                            |                            |                   |                   |                   |                   |  |  |  |  |  |  |  |  |  |  |
|  |  |                      |  |  |  |  |  |                   |               |               |               |                          |                        |                        |                        |                            |                            |                            |                            |                            |                            |                   |                   |                   |                   |  |  |  |  |  |  |  |  |  |  |
|  |  |                      |  |  |  |  |  |                   |               |               |               | 統計基準部 (1952-1984)   | 統計基準部 (1952-1984) | 統計基準部 (1952-1984) | 統計基準部 (1952-1984) | 統計基準部 (1952-1984)     | 統計基準部 (1952-1984)     |                            |                            | 統計審議会 (1952)          | 統計審議会 (1952)          | 統計審議会 (1952) | 統計審議会 (1952) | 統計審議会 (1952) | 統計審議会 (1952) |  |  |  |  |  |  |  |  |  |  |
|  |  |                      |  |  |  |  |  |                   |               |               |               | 統計基準部 (1952-1984)   | 統計基準部 (1952-1984) | 統計基準部 (1952-1984) | 統計基準部 (1952-1984) | 統計基準部 (1952-1984)     | 統計基準部 (1952-1984)     |                            |                            | 統計審議会 (1952)          | 統計審議会 (1952)          | 統計審議会 (1952) | 統計審議会 (1952) | 統計審議会 (1952) | 統計審議会 (1952) |  |  |  |  |  |  |  |  |  |  |
|  |  |                      |  |  |  |  |  |                   |               |               |               |                          |                        |                        |                        |                            |                            |                            |                            |                            |                            |                   |                   |                   |                   |  |  |  |  |  |  |  |  |  |  |
|  |  |                      |  |  |  |  |  |                   |               |               |               |                          |                        |                        |                        |                            |                            |                            |                            |                            |                            |                   |                   |                   |                   |  |  |  |  |  |  |  |  |  |  |
|  |  | 統計センター (1984-) |  |  |  |  |  |                   |               |               |               |                          |                        |                        |                        |                            |                            |                            |                            |                            |                            |                   |                   |                   |                   |  |  |  |  |  |  |  |  |  |  |
|  |  |                      |  |  |  |  |  |                   |               |               |               |                          |                        |                        |                        |                            |                            |                            |                            |                            |                            |                   |                   |                   |                   |  |  |  |  |  |  |  |  |  |  |
|  |  |                      |  |  |  |  |  |                   |               |               |               |                          |                        |                        |                        |                            |                            |                            |                            |                            |                            |                   |                   |                   |                   |  |  |  |  |  |  |  |  |  |  |
|  |  |                      |  |  |  |  |  |                   |               |               |               |                          |                        |                        |                        |                            |                            |                            |                            |                            |                            |                   |                   |                   |                   |  |  |  |  |  |  |  |  |  |  |
|  |  |                      |  |  |  |  |  |                   |               |               |               |                          |                        |                        |                        |                            |                            |                            |                            |                            |                            |                   |                   |                   |                   |  |  |  |  |  |  |  |  |  |  |
|  |  |                      |  |  |  |  |  |                   |               |               |               | 総務省政策統括官 (2005-) |                        |                        |                        |                            |                            |                            |                            |                            |                            |                   |                   |                   |                   |  |  |  |  |  |  |  |  |  |  |
|  |  |                      |  |  |  |  |  |                   |               |               |               |                          |                        |                        |                        |                            |                            |                            |                            | 統計委員会 (2007-)         |                            |                   |                   |                   |                   |  |  |  |  |  |  |  |  |  |  |
|  |  |                      |  |  |  |  |  |                   |               |               |               |                          |                        |                        |                        |                            |                            |                            |                            |                            |                            |                   |                   |                   |                   |  |  |  |  |  |  |  |  |  |  |

統計三法には、複数の政府機関が類似の調査を重複しておこなうことの無駄をどうするかとか、異なる統計の間で数値を比較するための共通の基準の策定とか、公的統計制度全体のデザインとかいったことについての規定はない。これらの法律は、個別の統計調査を実施するのに必要な規定をあたえる以上のものではなかったのである。
もっとも、政府がこれらの問題について無頓着であったわけではない。公的統計を全体として体系的・合理的に運営できる体制を確立すべしとの提案は、何度もおこなわれた。
最も早い事例としては、太政官政表掛（現在の総務省統計局の前身組織）を中心として開催された政表会議（1876-1877年）がある。政表掛（政表課）は1871年（明治4年）にできた組織であるが、ほぼ同時期に設立された大蔵省統計寮（統計司）と統計作成の管轄争いを繰り広げていた。また、内務省等の他の省庁でも統計は作成されはじめていた。当時の政表掛長であった杉亨二が主唱してそれらの間での調整を試みたのがこの政表会議である。西南戦争の勃発などもあり、成果をあまりあげられないまま、1年ほどで自然消滅した。
太政官統計課を改組して統計院が設置されたあと、この統計院を中心として各省庁の統計業務の調整を図る統計委員会が1882年（明治15年）に組織される（戦後の統計委員会とは関係のない組織である）。しかし、この組織については記録がほとんど残っておらず、実質的に機能しなかったのではないかとみられている。
1920年（大正9年）には内閣に中央統計委員会が設立され、1940年（昭和15年）に廃止されるまでの間、内閣からの諮問に応えて27件の答申と4件の建議をおこなった。これらのなかには、国勢調査、人口動態調査、労働調査、失業調査、家計調査などの個別の統計に関するもののほか、統計体系の整理統一に関するものもふくまれている。しかし、個別の統計に関する答申はともかく、統計体系全体の統一や、分散的におこなわれている統計調査相互の調整といった事柄についての提案は、実際には実を結ばなかった。中央統計委員会はあくまでも諮問に対する審議をおこなう組織であり、審議の結果に基づいた計画を実行する権限を持たなかったことがその原因として考えられる。
このように、公的統計制度を総合的に運営・調整するための機構を政府内につくるという企画自体は、何度か実現している。しかしそれらの機構は、じゅうぶんな実効力をもって制度の体系化・合理化を進めることには成功しなかった。公的統計の体系と制度を全体的に整備していくことのできる制度の確立は、1947年（昭和22年）の統計法成立まで待たなければならない。

### 戦時体制
1930年代に入ると、公的統計は国家総力戦遂行のための手段としての色彩を強めていく。1929年に成立した資源調査法（昭和4年4月12日法律第53号）に基づき、多くの調査が資源局（後に企画院）によっておこなわれた。戦争が長引くにつれて、統計の質は低下し、継続的な統計調査がおこなえなくなったり、結果が公表されなくなったりするようになる。20世紀前半から今日までつづく統計であっても、1940年代中ごろのデータは欠損になっている例が多い。その原因は、おおきくわけて3つある。
第1に、戦局の悪化にともなって、統計調査のために割くことのできる資源がすくなくなっていく。調査の実施や集計をおこなうことのできる人材が戦争に動員され、紙や筆記用具や集計機器のような資材も調達困難になっていた。1945年（昭和20年）10月には、本来であれば第6回の国勢調査を実施するはずだったが、これは年初の段階で早々と中止を決めている。
第2に、戦争遂行のために必要な情報が機密あつかいとなるとともに、統計調査の結果も公表されないことが多くなっていく。たとえば1940年の第5回国勢調査の結果のうち、公表されたのは、市町村別・男女別の人口だけであった。詳細な集計表は、国家総動員計画の一部門である軍需工場労務動員計画の基礎資料として、軍部および関係省庁の間でのみ共有された。
第3に、統計資料の多くが戦災で焼失したほか、敗戦後に戦争責任の追及をおそれた官庁によって焼却された事例がある。戦後の統計制度の再建に貢献した官僚の一人であった山中四郎は、つぎのように書き遺している：「敗戦の衝撃によって放心した中からゆくてを探ろうとして眼をひらいた國民の前には、見るべき統計資料はなくなっていた。終戦直後、すべての官庁の庭ではいたるところでかびくさい書類がうづ高く積み上げられて火を点ぜられ、一刻の煙と化し去ったからである。」

## 旧統計法下の統計制度
第二次世界大戦後に統計委員会（現：総務省政策統括官〔統計制度担当〕）が設置され、国家の統計業務の中心である総理庁統計局（現：総務省統計局および独立行政法人統計センター）と、各省庁が実施する諸統計と間の調整を行うように体系づけるとともに、行政による統計の基本法として統計法（1947年法律第18号）が制定された。これにより、戦後日本における統計制度が確立した。
これ以降、日本の公的統計は、幾度かの制度・組織の改変を経ながらも、基本法である統計法に基づいて作成・活用されてきた。

### 旧統計法
1946年（昭和21年）7月19日、内閣は「統計制度改善に関する委員会」（委員長：大内兵衛）を設置し、統計制度の改革案について諮問を行った。同委員会は同年10月21日に答申として「統計制度改善案」を決定。そのなかで、統計委員会を創設すること、統計委員会の負うべき任務のひとつとして現行統計法規を統一整備して統計に関する基本法を制定することを提言した。この答申にしたがって、統計委員会（現存の統計委員会とは別の組織）が1946年12月28日に勅令
によって設置され、そこで統計に関する基本法（統計法）を作成するための原案が作成される。法案は旧憲法下での最後の議会であった第92回帝国議会で可決され、1947年3月26日公布（昭和22年法律第18号）、5月1日施行となった。（2007年全部改正後の統計法と区別するため、「旧統計法」と呼ぶ。）
成立時の旧統計法は、全19条の本文と全4条の附則からなっていた。
- 1条：目的
- 2-5条：指定統計、指定統計調査、国勢調査およびそれらについての申告義務
- 6条：統計委員会
- 7条：指定統計調査の承認と実施
- 8条：指定統計調査以外の統計調査の届出
- 9条：統計委員会の権限
- 10-11条：統計官の設置とその身分保障
- 12-13条：統計調査員と調査実施時の権限
- 14-15条：秘密の保護
- 16条：結果の公表
- 17条：経費の補助
- 18-19条：罰則
- 20-23条：附則（施行期日、統計三法の廃止と経過措置、法施行直後におこなう指定統計調査についての特例）

その後、2007年の全部改正までに22回の改正を経ている。それらのうち、1952年の改正で承認統計（調整報告）という新たなカテゴリーが成立したこと（統計報告調整法 による）、同年の統計委員会の廃止で行政管理庁にその権限が移行 したことは特に重要である。また、1988年には秘密保護規定が強化され、指定統計以外にも秘密保護義務がおよぶとともに、統計調査で集めた情報の目的外利用の原則禁止が明記された。

### 統計報告調整法
国の機関が地方公共団体や民間の企業・組織・個人などを対象に多くの調査を行うようになってくると、それに回答あるいは報告を返す労力が大きくなり、生活や業務を圧迫する。また調査協力の拒否や回答の遅延、不正確な報告などを増やす要因となるから、統計の信頼性を損なう可能性がある。実際、各省庁がそれぞれの必要に応じて安易に調査を行うため、相互に重複した内容の調査に何度も回答しなければならなくなることはすでに明治前期から地方行政において問題化しており、各都道府県などで調整して負担を軽減する仕組みが自発的に作られるようになる。民間企業においても、重複した調査内容に各々答えることの負担と非効率は問題になっていた。
立法者もこの問題は承知しており、旧統計法の目的として「統計調査の重複を除」(1条) くことを設定したのだが、そのための調整の具体的な仕組みは、同法の条文としては用意しなかった。旧統計法の規定では、指定統計については事前に統計委員会との協議が必要であったが、指定統計以外の場合には、届出のみで調査を実施できた。
指定統計でない統計についても、調査の重複を除くための事前の承認の制度を設けたのが、1952年に成立した統計報告調整法
である。この法律では、調査票や質問書のような報告様式によって、国の行政機関が、10以上の個人・法人・その他の団体に対して求める報告で、その結果が統計作成に使われるものを、統計報告と呼ぶ（第3条）。そして、統計報告を徴集する場合には、事前に申請書を提出して、統計委員会による承認を受けなければならない、と規定した（第4条）。統計委員会は、申請書の承認にあたっては、統計技術的な合理性と、既存の統計報告との調整の必要性について審査する（第5条）。
このプロセスを通して統計委員会の承認を受けた統計のことを当初は調整報告と呼んでいたが、承認統計の名称が次第に広まった。
承認統計作成のための報告の徴集が承認統計調査である。承認統計調査の実施にあたっては、当該報告様式（調査票）に、その承認期間と承認番号を明示しなければならない（第7条）。なお、審査・承認を行う担当は統計委員会とされていたが、実際には統計報告調整法の施行前に統計委員会が廃止され、その権限が行政管理庁に移行している。その後、行政管理庁長官から総務庁長官、総務大臣へと審査・承認担当が変遷した。
統計報告調整法の成立により、日本の公的統計は、「指定統計」「承認統計」「届出統計」およびその他の統計という4つのカテゴリーに分かれることとなった。この制度は、2007年の統計法全部改正まで継続した。

### 統計委員会
統計委員会は、1946年12月28日に統計委員会官制（昭和21年勅令第619号） によって内閣に設置された合議制の行政組織である。当初、内閣総理大臣が会長を、経済安定本部総務大臣が副会長を務め、学識経験者10人以内の委員を任命、事務局に14人の専任職員を置いて、重要統計の企画・審査・指定と統計の改善発達のための調査審議にあたることとなっていた。
この統計委員会自身が法案を作成した旧統計法が1947年（昭和22年）に成立した（上述）。この法律により、統計委員会につぎの職務が追加された。
- 指定統計および国勢調査の指定（2条, 4条）
- 指定統計調査についての計画の審査・承認（7条）
- 指定統計調査の結果の公表を例外的に控える場合の承認（16条）
- 指定統計調査のために地方公共団体が支出した費用の補助についての意見（17条）
- 指定統計以外の統計調査（届出統計調査）の届の受理（8条）
- 統計調査に関する資料の請求、調査の計画変更または中止、改善のための勧告（9条）
- 統計事務職員に必要な資格等の規定（10条）
- 統計事務職員の人事異動に関する審査と意見（11条）

旧統計法6条では「統計委員会に関する事項は、この法律に定めるものの外、勅令でこれを定める」としており、前年の統計委員会官制 の規定が以後も有効であった。また、上述のように国務大臣が務める会長・副会長と有識者委員から選ばれる議長が並立していること、事務局長が委員を兼任すること、各官庁の代表者が臨時委員になるなど、この時期に設立された他の合議制行政組織とは異なる性格を持っていた。
1948年に国家行政組織法（昭和23年法律120号） が成立したあと、同法3条の2項・3項による行政委員会とするため、旧統計法の改正案がつくられた。改正法 は1949年（昭和24年）5月24日に成立し、6月1日に施行された（国家行政組織法の施行と同日）。同時に、統計委員会を規定していた勅令が廃止されている。
この改正によって統計委員会は総理府の外局となり、その構成や権限については6条から6条の4で規定された。改正後の6条の規定では、統計委員会はつぎの事務を担当する。
- 統計調査の審査、基準の設定および総合調整
- 統計機関の機構、定員及び運営に関しての調査と研究
- 統計職員の養成の企画および検定
- 各庁統計主任者の招集および会議
- 統計知識の普及・宣伝
- 国際統計事務の統轄
- その他統計の改善発達に関する事務
- 所掌事務を行うため必要な人事会計その他の庶務

これらの事務を遂行するため、統計委員会にはつぎの権限があたえられる（6条の2）：
- 各機関への連絡・勧奨
- 各機関に、必要な資料や説明を求めること
- 内閣総理大臣への意見上申と関係各大臣への建議

6条の4の規定により、委員は統計に関する学識経験者（文部教官および関係各行政機関の官吏をふくむ）15人とする（互選で1人を委員長として選ぶ）ことになった。任期は2年。行政機関の統計主管部局の官吏が委員になることもできるが、その数は7人以内。
統計委員会は戦後の日本の公的統計の再建に重要な役割を果たしたが、1952年（昭和27年）7月31日の行政組織変更によって廃止となった。統計委員会の権限は、爾後行政管理庁が引き継いでいる。

### 統計基準部
1952年（昭和27年）の行政組織変更により、統計委員会の職務は行政管理庁長官が引き継いだのであるが、それらの職務は、行政管理庁内部で新設した統計基準部に委任された。統計委員会の事務局を構成していた職員がこの統計基準部に異動し、旧統計法で規定された上述の職務と、統計報告調整法であたらしく設定された承認統計に関する職務を担当することになった。1957年（昭和32年）、行政管理庁の組織変更によって、統計基準部は統計基準局となる。1964年（昭和39年）統計基準部に統計審査官（国際事務担当）を設置（後の国際統計課）。1968年（昭和43年）には統計基準局は行政管理局に統合され、行政管理局統計主管が置かれた。
その後、1984年の行政管理庁廃止にともなって総務庁に移動。総理府から総務庁に移動した統計局に統合され、総務庁統計局統計基準部となる。2001年の中央省庁再編によって、総務省統計局に移動。2005年に総務省統計局統計基準部は廃止され、その機能は政策統括官（統計基準担当）に移管された。

### 統計審議会
1952年（昭和27年）の行政組織変更の際、統計委員会と同様に、統計と統計制度に関する審議をおこなう学識経験者による統計審議会が行政管理庁長官の諮問機関として設置された。その後、統計審議会は、統計基準部の移動にともなって、1984年に総務庁長官の諮問機関、2001年に総務大臣の諮問機関となる。2007年の統計法全部改正によって廃止されるまで、専門家の観点から公的統計の改善と統計制度の体系整備に関する審議と提言を行う機関としての役割を果たした。

### 統計担当部局
旧統計法の下では、各省庁の統計担当部局が、統計委員会（後に統計基準部および統計審議会）の調整を受けながらそれぞれの担当する統計を作成していくことになる。
総理府に置かれた統計局（後に総務庁、総務省に移動）は明治初期以来の伝統を有する統計作成に強い組織であり、また実際に国勢調査をはじめとする多数の指定統計を作成していた。なお、統計局のなかで集計と表作成を主に担当していた製表部は、1984年の総務庁発足にあたって、統計センターとなった。統計センターは、集計・製表のほか、情報技術を活用した公的統計の基盤構築を手がけている。2003年に独立行政法人統計センターとなった。
そのほかの各省庁においても、それぞれ統計が作成されていた。作成する指定統計の多かった省庁としては、農林水産省、建設省、大蔵省、厚生省、労働省、文部省が挙げられる。新しく指定統計を作成する場合や調査計画を大きく変更するなどには、既存の統計との重複の問題などをふくめ、調整が行われる。

### 地方統計機構整備要綱
統計調査について地方公共団体を活用する方針は、1947年にすでに地方統計機構整備要項（1947年7月11日 閣議決定）によって定められていたところであり、統計法成立当初から、各地での実務を都道府県等に委任することが前提であった。

### 指定統計
旧統計法の原案について議論した統計委員会では、内閣統計局長であった川島孝彦が「重要と不重要を問はず統計一般についての法律でなければならない」
との意見を提出している。しかしそのような意見は例外的であり、統計委員会での議論の主流は、統計法の適用対象を重要統計に限定すべしとするものだった。しかし、具体的に何を「重要統計」とするかについては意見の一致を見ず、結局、統計委員会が指定した統計、という以上の条件を設けない方針となっていく。
最終的に成立した統計法（昭和22年法律第18号） 第2条は、「この法律において指定統計とは、政府若しくは公共団体が作成する統計又はその他のものに委託して作成する統計であつて統計委員会で指定し、その旨を公示した統計という」と規定した（なお、後に統計委員会は廃止され、指定統計を指定するのは行政管理庁長官 (1952年)、総務庁長官 (1983年)、総務大臣 (1999年) へと変更されている）。
この指定統計を指定する作業は、統計法施行（1947年5月1日）直後から始まった。翌日には国勢調査が指定統計第1号、事業所統計が指定統計第2号となった（指定順に番号が付され、「指定統計第●号」と呼ばれる）。同年中にさらに9件が追加指定されている。1949年6月までに指定されたのはつぎの23件となる：国勢調査, 事業所統計,
農林水産業調査,
宅地制度調査,
人口動態調査,
港湾調査,
毎月勤労統計調査,
東京都昼間人口調査,
学校基本調査,
工業統計,
商工省生産動態統計調査,
常住人口調査,
学校基本調査,
住宅調査,
学校衛生統計,
漁業権調査,
船員毎月勤労統計,
昭和24年家畜センサス,
繊維製品配給統計,
昭和24年農地統計,
海難統計,
特別消費者価格調査,
商業統計。これらのなかには戦前から継続している調査（あるいはそれを再編したもの）もあるが、新たに開始したものもあり、また1回限りの調査もふくまれる。
その後も指定統計の数は増えていくが、増加の速度は減衰していく。1990年までの指定統計は合計で137件（枝番号を持つ統計もあるので、指定統計番号最大値よりも多い）あるが、その半数以上（77件）が1959年までの指定である。1975年から1990年までに新たに指定されたものは4件しかない。
2007年の統計法改正後に総務省の作成した資料
は指定統計の数を55件とするが、これは継続的に作成している統計だけを数えたものである。以下に、それら55統計のリストを省庁別に示す。なお、改正された統計法が施行された直後の2009年6-7月に、新法に基づく基幹統計調査として経済センサスが開始しており、旧法で指定統計となっていた統計のいくつかはこれにともなって廃止あるいは中止となった。下記リストでは、それらの統計は打消し線で示している。これら以外の指定統計は、法改正後の経過措置により、新法に基づく基幹統計調査となった。「基幹統計調査」も参照。
- 総務省 (14統計)
  - 国勢調査、事業所・企業統計調査、住宅・土地統計調査、労働力調査、小売物価統計調査、家計調査、個人企業経済調査、科学技術研究調査、地方公務員給与実態調査、就業構造基本調査、全国消費実態調査、全国物価統計、社会生活基本統計、サービス業基本統計
- 財務省 (1統計)
  - 法人企業統計
- 国税庁  (1統計)
  - 民間給与実態統計
- 文部科学省 (4統計)
  - 学校基本調査、学校保健統計、学校教員統計、社会教育調査
- 厚生労働省 (7統計)
  - 人口動態調査、毎月勤労統計調査、薬事工業生産動態統計調査、医療施設統計、患者調査、賃金構造基本統計、国民生活基礎統計
- 農林水産省 (7統計)
  - 農林業センサス、牛乳乳製品統計、作物統計、海面漁業生産統計、漁業センサス、木材統計、農業経営統計
- 経済産業省 (12統計)
  - 工業統計調査、経済産業省生産動態統計、商業統計、埋蔵鉱量統計、ガス事業生産動態統計、特定機械設備統計調査、石油製品需給動態統計、商業動態統計調査、特定サービス産業実態統計、経済産業省特定業種石油等消費統計、経済産業省企業活動基本統計、商工業実態基本統計
- 国土交通省 (9統計)
  - 湾港調査、造船造機統計、建築着工統計、鉄道車両等生産動態統計調査、建設工事統計、船員労働統計、自動車輸送統計、内航船舶輸送統計、法人土地基本統計

旧統計法の条文のほとんどは、指定統計に関するものである。成立当時の本文19条のうち、指定統計以外の事柄を定めていたのは、第1条（目的）、第6条（統計委員会）、第8条（届出統計）、第9条（統計委員会の権限）の4つだけであった。これらのうち、第6条は統計委員会の廃止にともなって削除され、第9条からも指定統計以外に関する規定は削除される。一方で、統計官・統計主事の職務（10条）、秘密保護（14条）、目的外利用（15条）などの条項については、後に、指定統計以外に適用が拡大された。このような変動はあるものの、旧統計法は全体として、指定統計を中心とした法律であった。

### 承認統計
旧統計法の規定では、調査を行って指定統計を作成する方法については、事前に統計委員会（後に行政管理庁長官、総務庁長官、総務大臣）との協議が必要となる。これに対して、指定統計でない場合には、そのようなコントロールはおよばないことになる。しかし、指定統計以外にも多数の調査が行われるようになると、類似の内容の調査が重複して実施されるのを防いだり、技術的に問題のある調査について事前に修正したりするための、調整の必要が出てくる。
指定統計以外の統計調査についての事前の承認の制度は、1952年に成立した統計報告調整法
によって設けられた。この法律の対象となる調査（統計報告調整法では「統計報告」と呼ぶ）が承認統計調査、それによって作成される統計が承認統計である。
この制度の創設（1952年）以来1988年までの間、毎年300-500件程度の承認がおこなれてきた。指定統計調査の実施件数は毎年50程度なので、その6-10倍にあたる。それらの多くは、当該行政機関が所掌する業務に関連する団体・企業や、そのメンバーである個人を対象にする調査であった。

### 届出統計
承認統計制度の対象は、国の行政機関が行う調査のうち、ある程度以上の規模のもの（対象が10以上）だけである。この条件に該当しない場合は、事前の承認を必要としない。しかし、旧統計法8条は、そのようなケースについても、政令で定める範囲については、届出を行うことを義務付けていた。これに該当するものを届出統計調査、それによって作成する統計を届出統計と呼ぶ。
実際に政令（届出を要する統計調査の範囲に関する政令）で定められたところによれば、国の行政機関のほか、地方公共団体、日本銀行、日本商工会議所、日本国有鉄道、日本専売公社、日本電信電話公社、その他政令で定める公団が、集計・製表することを目的として申告もしくは報告または資料の提出を求める場合がこれに該当する。承認統計とは異なり、調査票や質問書のような報告様式によらないものや、統計作成を目的としないもの（つまり通常は「統計調査」とは呼ばないもの）もふくむことに注意。
届出統計の制度は、届出の義務を課すだけのものなので、その内容についての審議や承認を必要としない。ただし、1949年の統計法改正
で追加された8条3項により、統計委員会（後に行政管理庁長官、総務庁長官、総務大臣）が必要と認めたときは、変更／中止を求めることができるようになった。
制度開始以来1985年までの届出件数は合計5179件であるが、国が1103件、都道府県が3112件、市が953件、日本銀行・公社等が101件となっており、地方公共団体によるものが大部分を占めている。1年あたりでは100-200件程度であり、承認統計調査にくらべて頻度が低い。

## 新統計法
社会情勢の変化により個人情報保護の重視と統計業務の効率化徹底を目的として2007年（平成19年）に「統計法」の全部改正が行われた。改正された統計法（平成19年法律第五十三号）は公的統計を「国民にとって合理的な意思決定を行うための基盤となる重要な情報である」(第1条) と位置づけ直し、個人情報等の保護に留意しつつ、行政目的以外の利用もふくめ、広く活用できる環境整備を目指している。法改正後の日本の公的統計制度については、「日本の公的統計制度」および「統計法」を参照。